# Vida y costumbres de los indígenas araucanos en la segunda mitad del siglo XIX
Vida y costumbres de los indígenas araucanos en la segunda mitad del siglo XIX es un libro autobiográfico bilingüe relatado en mapudungun por el anciano mapuche Pascual Coña y transcrito y traducido por el misionero capuchino Ernesto Wilhelm de Moesbach con la ayuda del lingüista Rodolfo Lenz publicado en 1930 y reeditado en 1936, usando la doble columna, es decir, texto en mapudungun y otro en español. Desde 1973, se lo conoce con su título bilingüe, Lonco Pascual Cona ñi tuculpazungun - testimonio de un cacique mapuche, y se le da a Pascual Coña la consideración de autor, en lugar de a Moesbach como había sucedido en las primeras ediciones. Es considerado una de las fuentes más importantes para el estudio de la vida del pueblo mapuche durante la segunda mitad del siglo XIX.

## Capítulos
Prólogo del Dr R. Lenz

Prefacio del P. Ernesto

Prólogo del narrador. Capítulo I. Recuerdos de la infancia

Capítulo II. Alimentación de aquel tiempo

Capítulo III. En la Escuela del P. Constancio

Capítulo IV. Carpintero aprendiz y oficial en Santiago

Capítulo V. Mi tierra natal y su naturaleza

A. Rauquenhue su suelo, sus habitantes; conceptos astronómicos, meteorológicos; nociones del tiempo; conocimiento del reino mineral

B. La flora conocida por los indígenas

C. La fauna indígena

Capítulo VI. Vida Social

Capítulo VII. Cultivo y empleo del maíz

Capítulo VIII. Las manzanas y su empleo para la chicha

Capítulo IX. Cosecha y trilla del trigo

Capítulo X. La ruca indígena

Capítulo XI. Vida doméstica

Capítulo XII. Trabajos de las mujeres

Capítulo XIII. El casamiento tradicional antiguo

Capítulo XIV. El casamiento entre indígenas más civilizados

Capítulo XV. El malón general de 1881

Capítulo XVI. Viaje a Buenos Aires

A. La ida

B. La estada en Buenos Aires

C. La vuelta

Capítulo XVII. La machi
 
Capítulo XVIII. El machitún

Capítulo XIX. El nguillatún

Capítulo XX. Entierro de un cacique

Capítulo XXI. Cuentos

Capítulo XXII. Los últimos años de la vida del narrador

Conclusión
Los capítulos XVII y XVIII fueron relatados por una persona conocedora de los ritos religiosos, a diferencia de Pascual Coña, cristiano desde su adolescencia. Los cuentos fueron relatados por el anciano Huaiquill Blanco con la ayuda y versiones alternativas del joven Ignacio Marifil, sobrino de Pascual.

## Adaptaciones
En el año 2003, se publica Un Niño Llamado Pascual Coña, de José Quidel, adaptación infantil de la obra de Pascual Coña.